# Collegio elettorale di Padova centro storico
Il collegio di Padova centro storico fu un collegio elettorale uninominale della Repubblica Italiana per l'elezione della Camera dei deputati. Apparteneva alla circoscrizione Veneto 1 e fu utilizzato per eleggere un deputato nella XII, XIII e XIV legislatura.
Venne istituito nel 1993 con la cosiddetta Legge Mattarella (Legge n. 277, Nuove norme per l'elezione della Camera dei deputati), attuata in seguito al referendum abrogativo del 1993. La legge istituì per la Camera dei deputati e per il Senato della Repubblica un sistema di elezione misto, in parte maggioritario e in parte proporzionale. Il 75% dei parlamentari dell'assemblea veniva eletto in collegi uninominali tramite sistema maggioritario a turno unico; il restante 25% alla Camera veniva eletto tramite sistema proporzionale con liste bloccate.
Il collegio venne abolito insieme a tutti gli altri che costituivano la Camera con la promulgazione della legge elettorale successiva, la cosiddetta Legge Calderoli. Questa prevedeva un sistema proporzionale con premio di maggioranza, che alla Camera veniva attribuito a livello nazionale.

## Territorio
Il collegio di Padova centro storico era uno dei 37 collegi uninominali in cui era suddiviso il Veneto e, come previsto dal D.Lgs. del 20 dicembre 1993 n. 536, comprendeva parte del comune di Padova.

## Eletti
| Elezione | Elezione | Deputato          | Partito                 |
| -------- | -------- | ----------------- | ----------------------- |
|          | 1994     | Mariella Mazzetto | Polo delle Libertà (LN) |
|          | 1996     | Piero Ruzzante    | L'Ulivo (PDS/DS)        |
| 2001     |          | Piero Ruzzante    | L'Ulivo (PDS/DS)        |

## Dati elettorali

### XII legislatura

#### Risultati proporzionale
| Coalizioni        | Coalizioni                          | Liste                               | Liste                               | Voti   | %     |
| ----------------- | ----------------------------------- | ----------------------------------- | ----------------------------------- | ------ | ----- |
|                   | Polo delle Libertà                  |                                     | Forza Italia                        | 22.184 | 23,02 |
|                   | Polo delle Libertà                  | Lega Nord                           | 13.766                              | 14,28  |       |
| Totale coalizione | Totale coalizione                   | 36.034                              | 38,39                               |        |       |
|                   | Progressisti                        |                                     | Partito Democratico della Sinistra  | 14.789 | 15,34 |
|                   | Progressisti                        | Federazione dei Verdi               | 4.819                               | 5,00   |       |
|                   | Progressisti                        | Rifondazione Comunista              | 4.641                               | 4,82   |       |
|                   | Progressisti                        | Alleanza Democratica                | 2.552                               | 2,65   |       |
|                   | Progressisti                        | Partito Socialista Italiano         | 847                                 | 0,88   |       |
| Totale coalizione | Totale coalizione                   | 25.893                              | 27,59                               |        |       |
|                   | Patto per l'Italia                  |                                     | Partito Popolare Italiano           | 11.127 | 11,54 |
|                   | Patto per l'Italia                  | Patto Segni                         | 9.431                               | 9,78   |       |
| Totale coalizione | Totale coalizione                   | 19.866                              | 21,17                               |        |       |
|                   | Alleanza Nazionale                  | Alleanza Nazionale                  | Alleanza Nazionale                  | 10.083 | 10,46 |
|                   | Lega Autonomia Veneta               | Lega Autonomia Veneta               | Lega Autonomia Veneta               | 1.362  | 1,41  |
|                   | Partito della Legge Naturale        | Partito della Legge Naturale        | Partito della Legge Naturale        | 459    | 0,48  |
|                   | Iniziativa dei Popolari Democratici | Iniziativa dei Popolari Democratici | Iniziativa dei Popolari Democratici | 324    | 0,34  |
| Totale            | Totale                              | Totale                              | Totale                              | 96.384 |       |

#### Risultati uninominale
|                               | Mariella Mazzetto ✔️ Eletta | Polo delle Libertà (FI - LN - CCD - UDC) | 40 163 | 42,00 |  |  |  |  |  |
|                               | Giulio Bresciani            | Progressisti                             | 27 578 | 28,84 |  |  |  |  |  |
|                               | Mario Carenza               | Patto per l'Italia                       | 17 700 | 18,51 |  |  |  |  |  |
|                               | Alvaro Gradella             | Alleanza Nazionale                       | 9 153  | 9,57  |  |  |  |  |  |
|                               | Andrea Ambrosino            | Partito della Legge Naturale             | 1 041  | 1,09  |  |  |  |  |  |
| Totale                        | Totale                      | Totale                                   | 95 635 | 100   |  |  |  |  |  |
|                               |                             |                                          |        |       |  |  |  |  |  |
| Fonte: Ministero dell'interno |                             |                                          |        |       |  |  |  |  |  |

### XIII legislatura

#### Risultati proporzionale
| Coalizioni        | Coalizioni                         | Liste                                     | Liste                              | Voti   | %     |
| ----------------- | ---------------------------------- | ----------------------------------------- | ---------------------------------- | ------ | ----- |
|                   | Polo per le Libertà                |                                           | Alleanza Nazionale                 | 16.921 | 18,36 |
|                   | Polo per le Libertà                | Forza Italia                              | 15.057                             | 16,33  |       |
|                   | Polo per le Libertà                | CCD-CDU                                   | 3.856                              | 4,18   |       |
| Totale coalizione | Totale coalizione                  | 29.495                                    | 35,34                              |        |       |
|                   | L'Ulivo                            |                                           | Partito Democratico della Sinistra | 14.183 | 15,39 |
|                   | L'Ulivo                            | Popolari per Prodi (PPI-SVP-PRI-UD-Prodi) | 9.713                              | 10,54  |       |
|                   | L'Ulivo                            | Rinnovamento Italiano                     | 5.437                              | 5,90   |       |
|                   | L'Ulivo                            | Federazione dei Verdi                     | 2.842                              | 3,08   |       |
| Totale coalizione | Totale coalizione                  | 17.809                                    | 21,34                              |        |       |
|                   | Lega Nord                          | Lega Nord                                 | Lega Nord                          | 14.126 | 15,32 |
|                   | Progressisti                       |                                           | Rifondazione Comunista             | 5.056  | 5,49  |
|                   | Lista Pannella - Sgarbi            | Lista Pannella - Sgarbi                   | Lista Pannella - Sgarbi            | 2.428  | 2,63  |
|                   | Unione Nord Est                    | Unione Nord Est                           | Unione Nord Est                    | 1.706  | 1,85  |
|                   | Movimento Sociale Fiamma Tricolore | Movimento Sociale Fiamma Tricolore        | Movimento Sociale Fiamma Tricolore | 506    | 0,55  |
|                   | Mani Pulite                        | Mani Pulite                               | Mani Pulite                        | 346    | 0,38  |
| Totale            | Totale                             | Totale                                    | Totale                             | 92.177 |       |

#### Risultati uninominale
|                               | Piero Ruzzante ✔️ Eletto | L'Ulivo - Lega Autonomia Veneta | 37 647 | 41,35 |  |  |  |  |  |
|                               | Gianluca La Torre        | Polo per le Libertà             | 35 461 | 38,95 |  |  |  |  |  |
|                               | Enrico Cappelletti       | Lega Nord                       | 17 273 | 18,97 |  |  |  |  |  |
|                               | Marco Tatriele           | Partito Federalista             | 661    | 0,73  |  |  |  |  |  |
| Totale                        | Totale                   | Totale                          | 91 042 | 100   |  |  |  |  |  |
|                               |                          |                                 |        |       |  |  |  |  |  |
| Fonte: Ministero dell'interno |                          |                                 |        |       |  |  |  |  |  |

### XIV legislatura

#### Risultati proporzionale
| Coalizioni        | Coalizioni              | Liste                                 | Liste                   | Voti   | %     |
| ----------------- | ----------------------- | ------------------------------------- | ----------------------- | ------ | ----- |
|                   | Casa delle Libertà      |                                       | Forza Italia            | 25.823 | 29,63 |
|                   | Casa delle Libertà      | Alleanza Nazionale                    | 8.999                   | 10,33  |       |
|                   | Casa delle Libertà      | Lega Nord                             | 3.538                   | 4,06   |       |
|                   | Casa delle Libertà      | CCD-CDU                               | 1.994                   | 2,29   |       |
|                   | Casa delle Libertà      | Nuovo PSI                             | 636                     | 0,52   |       |
| Totale coalizione | Totale coalizione       | 40.990                                | 46,83                   |        |       |
|                   | L'Ulivo                 |                                       | Democratici di Sinistra | 16.357 | 18,77 |
|                   | L'Ulivo                 | La Margherita (Dem - PPI - RI- UDEUR) | 12.281                  | 14,09  |       |
|                   | L'Ulivo                 | Il Girasole (FdV - SDI)               | 2.065                   | 2,37   |       |
|                   | L'Ulivo                 | Comunisti Italiani                    | 936                     | 1,07   |       |
| Totale coalizione | Totale coalizione       | 31.639                                | 36,30                   |        |       |
|                   | Lista Di Pietro         | Lista Di Pietro                       | Lista Di Pietro         | 4.179  | 4,79  |
|                   | Lista Pannella - Bonino | Lista Pannella - Bonino               | Lista Pannella - Bonino | 3.279  | 3,76  |
|                   | Rifondazione Comunista  | Rifondazione Comunista                | Rifondazione Comunista  | 3.024  | 3,47  |
|                   | Democrazia Europea      | Democrazia Europea                    | Democrazia Europea      | 2.267  | 2,60  |
|                   | Liga Fronte Veneto      | Liga Fronte Veneto                    | Liga Fronte Veneto      | 1.248  | 1,43  |
|                   | Forza Nuova             | Forza Nuova                           | Forza Nuova             | 454    | 0,52  |
|                   | Abolizione scorporo     | Abolizione scorporo                   | Abolizione scorporo     | 77     | 0,09  |
| Totale            | Totale                  | Totale                                | Totale                  | 87.157 |       |

#### Risultati uninominale
|                               | Piero Ruzzante ✔️ Eletto | L'Ulivo            | 38 191 | 43,76 |  |  |  |  |  |
|                               | Ubaldo Lonardi           | Casa delle Libertà | 36 867 | 42,24 |  |  |  |  |  |
|                               | Mariano Paolin           | Lista Di Pietro    | 3 209  | 3,68  |  |  |  |  |  |
|                               | Vasco Carraro            | Lista Emma Bonino  | 2 948  | 3,38  |  |  |  |  |  |
|                               | Maurizio Bortolami       | Liga Fronte Veneto | 2 718  | 3,11  |  |  |  |  |  |
|                               | Renato Tognoni           | Democrazia Europea | 2 350  | 2,69  |  |  |  |  |  |
|                               | Sergio Celin             | Forza Nuova        | 996    | 1,14  |  |  |  |  |  |
| Totale                        | Totale                   | Totale             | 87 279 | 100   |  |  |  |  |  |
|                               |                          |                    |        |       |  |  |  |  |  |
| Fonte: Ministero dell'interno |                          |                    |        |       |  |  |  |  |  |